# 尼夫納河
尼夫納河（烏克蘭語：Нивна），是烏克蘭北部的河流，屬於斯盧奇河的支流。該河發源自切爾沃尼哈特基，流經日托米爾州的日托米爾區和茲維亞赫爾區，河道全長27公里。